# アンドレア・ピルロ
アンドレア・ピルロ（Andrea Pirlo, 1979年5月19日 - ）は、イタリア・ブレシア県フレーロ出身の元サッカー選手、現サッカー指導者。元イタリア代表。現役時代のポジションはミッドフィールダー。2023年からUCサンプドリアの監督を務めている。
正確なパスと高度な戦術眼を武器とし、中盤の底から攻撃を組み立てるレジスタとして一時代を築いた。フリーキックの名手としても知られる。

## 経歴

### クラブ

#### ブレシア
当初は地元のチームの「フレーロ」や「ボルンタス・ブレシア」というチームに所属していた。そのまま地元で活躍し、1995年にブレシアに引き抜かれ、そこでセリエAデビューを果たす。デビュー戦は1995年5月21日レッジャナ戦で途中交代での出場。翌年、クラブはセリエBに降格したが、1年で昇格。1997-98には才能あふれるプレー振りで注目された。

#### インテル
セリエBでのプレーが目に留まり、1998年7月1日に自身の憧れのチームでもあったインテルに移籍した。しかし、インテルでは自分らしさを見せられず、1999年にはレッジーナ、2000年には古巣のブレシアに複帰、ブレシアではバッジョが居たことから、カルロ・マッツォーネ監督の指示でレジスタ（中盤の底）でプレーをすることとなった。

#### ミラン
2001年7月1日、インテルのライバルであるACミランに完全移籍する。しかし、トップ下にはルイ・コスタがいたためファティ・テリム監督の構想外であり、出場機会はほとんどなかった。2001-02シーズン途中にカルロ・アンチェロッティが新監督に就任。アンチェロッティもトップ下にはルイ・コスタを起用し続け、試合出場を願うピルロは、通常のトップ下のポジションではなく、アンカーとしての起用を直訴した。ピルロのブレシアでの経験を知っていたアンチェロッティはこれを承諾した。トップ下ほどフィジカルの当たりが激しくない中盤の底で、クラレンス・セードルフ、ジェンナーロ・ガットゥーゾといった強力なハードワーカーや、マッシモ・アンブロジーニのような守備能力に秀でたディフェンシブミッドフィルダーといったチームメイトにも恵まれ、ピルロは攻撃の指揮を司る存在として、長短織り交ぜたパスを供給し続けるポジションを確立し、2度のセリエAとUEFAチャンピオンズリーグ優勝に貢献した。2007年のバロンドール投票では、カカ、クリスティアーノ・ロナウド、リオネル・メッシに次ぐ4位の票数を獲得した。
2009年、恩師であるアンチェロッティがチェルシーFCの監督に就任したことにより、チェルシーへの移籍が噂されていたが残留した。その後は故障が相次ぎ、本来の出来には程遠い状態が続いた。

#### ユヴェントス
2011年5月18日、6月30日で満了となる契約を延長せずに10年間在籍したミランを退団する事を発表。5月24日、移籍金なしの3年契約でユヴェントスFCへ移籍した。背番号はミラン時代と同じ21番でズデニェク・グリゲラから譲られた。過去にはジネディーヌ・ジダンやリリアン・テュラムが着用していた番号でもある。
ライバルからの移籍であることや前年の不振から獲得には疑問の声が上がったが、ミラン時代を思わせるような正確無比なパスで一躍不可欠な存在となった。加入前は2年連続7位だったが、チームはアントニオ・コンテ新監督の下で快進撃を続け2002-03シーズン以来（※2005-06シーズンのタイトルはカルチョポリにより剥奪）のスクデット獲得・ならびに1991-92シーズンのミラン以来20季ぶり2チーム目となる無敗優勝に貢献した。また、この活躍によって、UEFA.comのシーズンレビューで年間最優秀選手に選ばれた。2014-15シーズン、ミラン時代に不仲が噂されたマッシミリアーノ・アッレグリが監督に就任するものの、双方とも不仲を否定。W杯の疲労からか欠場や途中出場が多かったものの、ユヴェントスの二冠とチャンピオンズリーグ準優勝に貢献した。

#### ニューヨーク・シティ
2015年7月6日、MLSのニューヨーク・シティFCに移籍が決定した。2017年11月6日、自身のtwitterで引退することを発表した。

### 代表

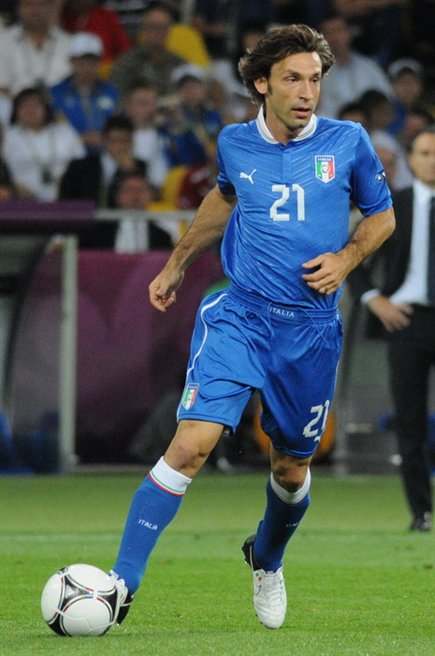
イタリア代表でプレーするピルロ

2002年9月7日のアゼルバイジャン戦で途中交代でA代表初出場を果たし、14分間プレーした。その後は代表に定着し、UEFA EURO 2004でもグループリーグの2試合に出場を果たした。アテネオリンピックにはオーバーエイジとして出場し銅メダル獲得に貢献した。
2006 FIFAワールドカップではグループリーグ初戦のガーナ戦でゴールを決め、準決勝ドイツ戦と決勝のフランス戦でそれぞれ1アシストを決めるなど、イタリアのワールドカップ優勝に貢献した。初戦のガーナ戦、準決勝のドイツ戦、決勝のフランス戦と3度のマンオブザマッチに輝き、ブロンズボール賞を受賞した。
ユーロ2008ではグループリーグ第3戦のフランス戦でゴールを決め、決勝トーナメント進出に貢献したが、累積警告で準々決勝のスペイン戦には出場出来ず、チームは敗れた。
2010 FIFAワールドカップにメンバー入りするも、負傷により初戦・第2戦を欠場した。グループリーグ突破には勝利が必要となった第3戦には、1点ビハインドになったため後半途中から強行出場したが、スロバキアに2-3で破れグループリーグで姿を消した。
UEFA EURO 2012ではチームの中心として活躍。グループリーグでは第2戦のクロアチア戦でゴールを決めただけでなく、第1戦と第3戦ではそれぞれ1アシストを決め、決勝トーナメント進出に貢献、準々決勝のイングランド戦ではPK戦にまでもつれ込み、1人失敗したあとの3人目のキッカーとして登場すると、チップキックでPK戦の流れを変えた。結果、イタリアはPK戦を制し最終的には決勝に進出。決勝ではスペインに0-4のスコアで敗れ準優勝という結果に終わったが、準々決勝で見せたプレッシャーの掛かる場面でのチップキックに関しては、評価を受けた。
2013年5月に2014 FIFAワールドカップを最後に代表から引退する意向を明かした。同年6月16日のFIFAコンフェデレーションズカップ2013、メキシコ戦でイタリア代表史上5人目となる、通算100試合出場を達成。この試合では直接フリーキックから先制ゴールを挙げ、大会選定のマン・オブ・ザ・マッチに選ばれた。
2014年、ワールドカップブラジル大会ではグループリーグの3試合で先発フル出場したが、決勝トーナメントには進出出来ず、大会終了後の9月7日、代表復帰を表明した。
その後代表に復帰し、EURO 2016予選では3試合でプレーした（10月10日のアゼルバイジャン戦では代表での最後のゴールを決めた）。しかし、EURO 2016では候補者30人のリスト入りをするも、MLSでプレーしていたこともあり、アントニオ・コンテ代表監督は本大会のメンバーには選出しなかった。

### 引退後
2018年5月21日、引退試合がACミランの本拠地・サン・シーロで開催され、ミランを中心にセリエAで活躍した元選手たちとプレーした。開催日の選択理由は「自分の背番号が21で、デビューしたのが5月だったから」と説明した。

### 監督業
2020年7月30日、ユヴェントスのU-23チームの監督に就任することが発表された。8月9日、ユヴェントスのトップチームの監督に就任する事が発表された。前監督マウリツィオ・サッリの解任を受け、U-23チームの監督就任からわずか10日ほどの電撃就任となった。2020-21シーズンは、チームはセリエA10連覇を逃し、4位で終了。2021年5月28日、ユヴェントスはピルロを解任したと発表した。
2022年6月12日、ファティ・カラギュムリュクSKの監督に就任した。ファビオ・ボリーニやアンドレア・ベルトラッチを始めとしたイタリア代表歴のある選手を複数獲得したものの、2023年5月24日にファティ・カラギュムリュクSKの監督を退任することが発表された。
2023年6月27日、UCサンプドリアの監督に就任した。

## 人物
監督のおかげで成長できたという経験から、若い選手たちには「監督の話はちゃんと聞くように」と忠告している。
子供のころはアニメ『キャプテン翼』（イタリア名「Holly e Benji」）に夢中で、特に三杉淳に憧れていたことを語っている。

## 個人成績
| 国内大会個人成績 | 国内大会個人成績     | 国内大会個人成績 | 国内大会個人成績 | 国内大会個人成績 | 国内大会個人成績 | 国内大会個人成績 | 国内大会個人成績 | 国内大会個人成績 | 国内大会個人成績 | 国内大会個人成績 | 国内大会個人成績 |
| 年度             | クラブ               | 背番号           | リーグ           | リーグ戦         | リーグ戦         | リーグ杯         | リーグ杯         | オープン杯       | オープン杯       | 期間通算         | 期間通算         |
| 年度             | クラブ               | 背番号           | リーグ           | 出場             | 得点             | 出場             | 得点             | 出場             | 得点             | 出場             | 得点             |
| イタリア         | イタリア             | イタリア         | イタリア         | リーグ戦         | リーグ戦         | イタリア杯       | イタリア杯       | オープン杯       | オープン杯       | 期間通算         | 期間通算         |
| ---------------- | -------------------- | ---------------- | ---------------- | ---------------- | ---------------- | ---------------- | ---------------- | ---------------- | ---------------- | ---------------- | ---------------- |
| 1994-95          | ブレシア             |                  | セリエA          | 1                | 0                | 0                | 0                | 0                | 0                | 1                | 0                |
| 1995-96          | ブレシア             |                  | セリエB          | 0                | 0                | 0                | 0                | 0                | 0                | 0                | 0                |
| 1996-97          | ブレシア             |                  | セリエB          | 17               | 2                | 1                | 0                | 0                | 0                | 18               | 2                |
| 1997-98          | ブレシア             | 21               | セリエA          | 29               | 4                | 1                | 0                | 0                | 0                | 30               | 4                |
| 1998-99          | インテル             | 21               | セリエA          | 18               | 0                | 7                | 0                | 7                | 0                | 32               | 0                |
| 1999-00          | レッジーナ           | 30               | セリエA          | 28               | 6                | 2                | 0                | 0                | 0                | 30               | 6                |
| 2000-01          | インテル             | 11               | セリエA          | 4                | 0                | 1                | 0                | 3                | 0                | 8                | 0                |
| 2000-01          | ブレシア             | 5                | セリエA          | 10               | 0                | 0                | 0                | 0                | 0                | 10               | 0                |
| 2001-02          | ミラン               | 21               | セリエA          | 18               | 2                | 2                | 0                | 9                | 0                | 29               | 2                |
| 2002-03          | ミラン               | 21               | セリエA          | 27               | 9                | 2                | 0                | 13               | 0                | 42               | 9                |
| 2003-04          | ミラン               | 21               | セリエA          | 32               | 6                | 0                | 0                | 10               | 1                | 42               | 7                |
| 2004-05          | ミラン               | 21               | セリエA          | 30               | 4                | 1                | 0                | 12               | 1                | 43               | 5                |
| 2005-06          | ミラン               | 21               | セリエA          | 33               | 4                | 4                | 0                | 12               | 1                | 49               | 5                |
| 2006-07          | ミラン               | 21               | セリエA          | 34               | 2                | 4                | 0                | 14               | 1                | 52               | 3                |
| 2007-08          | ミラン               | 21               | セリエA          | 33               | 3                | 1                | 0                | 9                | 2                | 43               | 5                |
| 2008-09          | ミラン               | 21               | セリエA          | 26               | 1                | 0                | 0                | 3                | 1                | 29               | 2                |
| 2009-10          | ミラン               | 21               | セリエA          | 34               | 0                | 1                | 0                | 8                | 1                | 43               | 1                |
| 2010-11          | ミラン               | 21               | セリエA          | 17               | 1                | 3                | 0                | 5                | 0                | 25               | 1                |
| 2011-12          | ユヴェントス         | 21               | セリエA          | 37               | 3                | 4                | 0                | 0                | 0                | 41               | 3                |
| 2012-13          | ユヴェントス         | 21               | セリエA          | 32               | 5                | 2                | 0                | 10               | 0                | 44               | 5                |
| 2013-14          | ユヴェントス         | 21               | セリエA          | 30               | 4                | 1                | 0                | 13               | 2                | 44               | 6                |
| 2014-15          | ユヴェントス         | 21               | セリエA          | 20               | 4                | 2                | 0                | 10               | 1                | 32               | 5                |
| アメリカ         | アメリカ             | アメリカ         | アメリカ         | リーグ戦         | リーグ戦         | リーグ杯         | リーグ杯         | USオープン杯     | USオープン杯     | 期間通算         | 期間通算         |
| 2015             | ニューヨーク・シティ | 21               | MLS              | 13               | 0                | 0                | 0                | 0                | 0                | 13               | 0                |
| 2016             | ニューヨーク・シティ | 21               | MLS              | 32               | 1                | 0                | 0                | 0                | 0                | 32               | 1                |
| 2017             | ニューヨーク・シティ | 21               | MLS              | 15               | 0                | 0                | 0                | 0                | 0                | 15               | 0                |
| 通算             | イタリア             | イタリア         | セリエA          | 493              | 58               | 38               | 0                | 138              | 11               | 669              | 69               |
| 通算             | イタリア             | イタリア         | セリエB          | 17               | 2                | 1                | 0                | 0                | 0                | 18               | 2                |
| 通算             | アメリカ             | アメリカ         | MLS              | 60               | 1                | 0                | 0                | 0                | 0                | 60               | 1                |
| 総通算           | 総通算               | 総通算           | 総通算           | 570              | 61               | 39               | 0                | 138              | 11               | 747              | 72               |

## 代表歴

### 出場大会
- イタリア代表
  - 2006 FIFAワールドカップ
  - 2010 FIFAワールドカップ
  - 2014 FIFAワールドカップ

### 試合数
- 国際Aマッチ 116試合 13得点（2002年-2015年）[26]

| イタリア代表 | 国際Aマッチ | 国際Aマッチ |
| 年           | 出場        | 得点        |
| ------------ | ----------- | ----------- |
| 2002         | 4           | 0           |
| 2003         | 1           | 0           |
| 2004         | 7           | 1           |
| 2005         | 9           | 3           |
| 2006         | 14          | 1           |
| 2007         | 8           | 1           |
| 2008         | 9           | 1           |
| 2009         | 12          | 1           |
| 2010         | 8           | 1           |
| 2011         | 9           | 0           |
| 2012         | 13          | 2           |
| 2013         | 13          | 2           |
| 2014         | 6           | 0           |
| 2015         | 3           | 0           |
| 通算         | 116         | 13          |

### 得点
| #   | 開催年月日     | 開催地           | 対戦国         | スコア | 結果 | 試合概要                             |
| --- | -------------- | ---------------- | -------------- | ------ | ---- | ------------------------------------ |
| 1.  | 2004年5月30日  | ラデス           | チュニジア     | 3–0    | 4–0  | 親善試合                             |
| 2.  | 2005年3月26日  | ミラノ           | スコットランド | 1–0    | 2–0  | 2006 FIFAワールドカップ予選          |
| 3.  | 2005年3月26日  | ミラノ           | スコットランド | 2–0    | 2–0  | 2006 FIFAワールドカップ予選          |
| 4.  | 2005年8月17日  | ダブリン         | アイルランド   | 1–0    | 2–1  | 親善試合                             |
| 5.  | 2006年6月12日  | ハノーファー     | ガーナ         | 1–0    | 2–0  | 2006 FIFAワールドカップ              |
| 6.  | 2007年10月13日 | ジェノヴァ       | ジョージア     | 1–0    | 2–0  | UEFA EURO 2008予選                   |
| 7.  | 2008年6月17日  | チューリッヒ     | フランス       | 1–0    | 2–0  | UEFA EURO 2008                       |
| 8.  | 2009年3月28日  | ポドゴリツァ     | モンテネグロ   | 1–0    | 2–0  | 2010 FIFAワールドカップ予選          |
| 9.  | 2010年9月7日   | フィレンツェ     | フェロー諸島   | 5–0    | 5–0  | UEFA EURO 2012予選                   |
| 10. | 2012年6月14日  | ポズナン         | クロアチア     | 1–0    | 1–1  | UEFA EURO 2012                       |
| 11. | 2012年10月12日 | エレバン         | アルメニア     | 1–0    | 3–0  | 2014 FIFAワールドカップ予選          |
| 12. | 2013年5月31日  | ボローニャ       | サンマリノ     | 3–0    | 4–0  | 親善試合                             |
| 13. | 2013年6月16日  | リオデジャネイロ | メキシコ       | 1–0    | 2–1  | FIFAコンフェデレーションズカップ2013 |

## 監督成績
2024年2月12日現在
| クラブ                   | 国           | 就任          | 退任          | 記録 | 記録 | 記録 | 記録 | 記録   |
| クラブ                   | 国           | 就任          | 退任          | 試   | 勝   | 分   | 敗   | 勝率   |
| ------------------------ | ------------ | ------------- | ------------- | ---- | ---- | ---- | ---- | ------ |
| ユヴェントスU-23         | イタリアの旗 | 2020年7月30日 | 2020年8月8日  | 0    | 0    | 0    | 0    | —      |
| ユヴェントス             | イタリアの旗 | 2020年8月8日  | 2021年5月28日 | 52   | 34   | 10   | 8    | 065.38 |
| ファティ・カラギュムリク | トルコの旗   | 2022年6月12日 | 2023年5月24日 | 36   | 13   | 12   | 11   | 036.11 |
| サンプドリア             | イタリアの旗 | 2023年6月27日 |               | 26   | 8    | 6    | 12   | 030.77 |
| 通算                     | 通算         | 通算          | 通算          | 114  | 55   | 28   | 31   | 048.25 |

## タイトル

### 選手時代
ACミラン
- セリエA 2003-04, 2010-11
- コッパ・イタリア 2002-03
- スーペルコッパ・イタリアーナ 2004
- UEFAチャンピオンズリーグ 2002-03, 2006-07
- UEFAスーパーカップ 2003, 2007
- FIFAクラブワールドカップ 2007

ユヴェントス
- セリエA 2011-12, 2012-13, 2013-14, 2014-15
- コッパ・イタリア 2014-15
- スーペルコッパ・イタリアーナ 2012, 2013

### 代表
- UEFA U-21欧州選手権 2000
- FIFAワールドカップ 2006

### 個人
- セリエA最優秀選手 2012, 2013, 2014
- UEFAチャンピオンズリーグベストチーム：1回 (2014-15[27])

### 監督時代
ユヴェントス
- コッパ・イタリア：2020-21
- スーペルコッパ・イタリアーナ：2020

## 著書
- 『我思う、ゆえに我蹴る。アンドレア・ピルロ自伝』（東邦出版、2014年、ISBN 978-4809412059）